# Pigny
Pigny là một xã thuộc tỉnh Cher trong vùng Centre-Val de Loire miền trung Pháp.

## Dân số
| 1962                                | 1968 | 1975 | 1982 | 1990 | 1999 | 2005 |
| ----------------------------------- | ---- | ---- | ---- | ---- | ---- | ---- |
| 343                                 | 361  | 428  | 597  | 674  | 715  | 733  |
| Từ năm 1962 Dân số không tính trùng |      |      |      |      |      |      |